# Côte-Vertu (métro de Montréal)
Côte-Vertu est la station terminus nord-ouest de la ligne orange du Métro de Montréal. Elle est située dans l'arrondissement Saint-Laurent de Montréal, province de Québec au Canada. Elle dessert notamment les établissements scolaires Cégep Vanier et Cégep de Saint-Laurent.
Mise en service en 1986, elle est en correspondance avec le terminus de bus Côte-Vertu.

## Situation sur le réseau

Plan du métro en 2021

Établie en souterrain, Côte-Vertu est une station terminus de la ligne orange du métro de Montréal, située avant la station Du Collège, en direction de la station terminus Montmorency.
Elle dispose des deux voies de la ligne, encadrées par deux quais latéraux.

## Histoire
En 1700, la côte de Notre-Dame-de-la-Vertu fut créée, aussi appelée Notre-Dame-des-Vertus. Le chemin public a pris le nom de la côte, comme pour la côte Notre-Dame-de-Liesse et la côte Notre-Dame des Neiges. La station s'est brièvement appelée Station de la Côte-Vertu entre mai et novembre 2014, avant que la Société de transport de Montréal ne revienne sur sa décision,.
La station est fermée à l'exploitation entre le 29 mai et le 22 août 2021 afin de permettre l'installation d'un appareil de voie en avant-gare de la station, qui fait partie du projet d'un nouveau garage souterrain au nord de la station afin d'ajouter trains additionnels sur la ligne orange. Toutes les lignes de transports en commun desservant la station reprennent leurs parcours habituels.

## Services aux voyageurs

### Accès et accueil
La station dispose de trois édicules d'accès : Édicule A, 1515, boulevard de la Côte-Vertu et deux secondaires, plus proches d'une bouche couverte : Édicule B, 1510, boulevard de la Côte-Vertu et Édicule C, 1515, rue Édouard-Laurin.
L'édicule A comporte quatre sorties: deux vers un terminus d'autobus, une vers la Rue Côte-Vertu et la dernière vers la Rue Décarie. Cet édicule contient un ascenseurs pour les personnes en mobilités réduites.
L'édicule B comporte une seule sortie vers la Rue Côte-Vertu.
L'édicule C comporte une sortie vers la Rue Édouard-Laurin. Une station de BIXI, un système de vélo en libre-service se trouve à proximité.

### Desserte
Côte-Vertu est desservie par les rames qui circulent sur la ligne orange du métro de Montréal. En semaine de 05h30 à 00h30, le samedi de 05h30 à 01h00 et le dimanche de 05h30 à 00h30. Le rythme de passage est fonction de la période en heures de pointe ou hors heures de pointe, elle varie de 3 à 12 minutes.

Installation et desserte
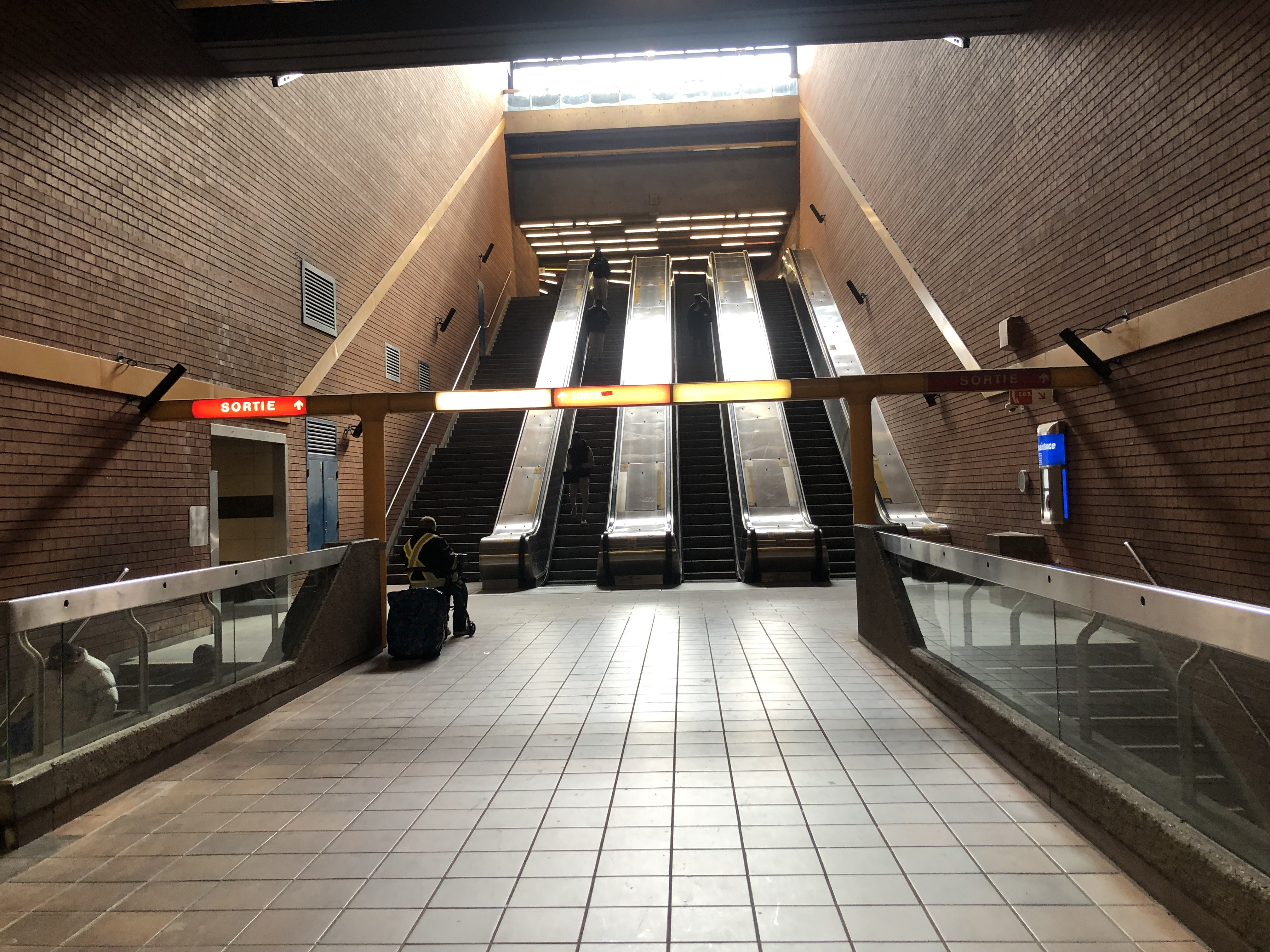
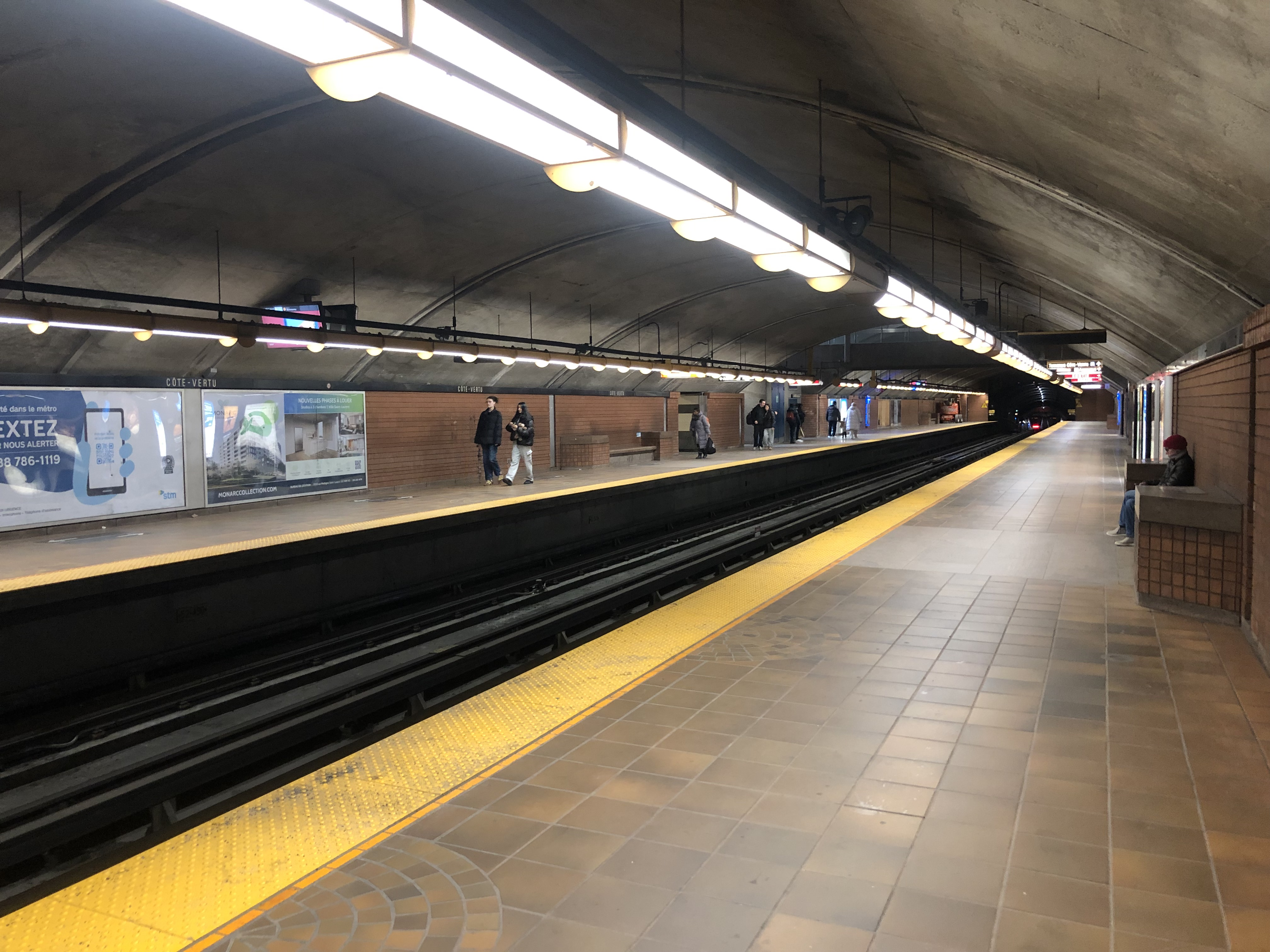
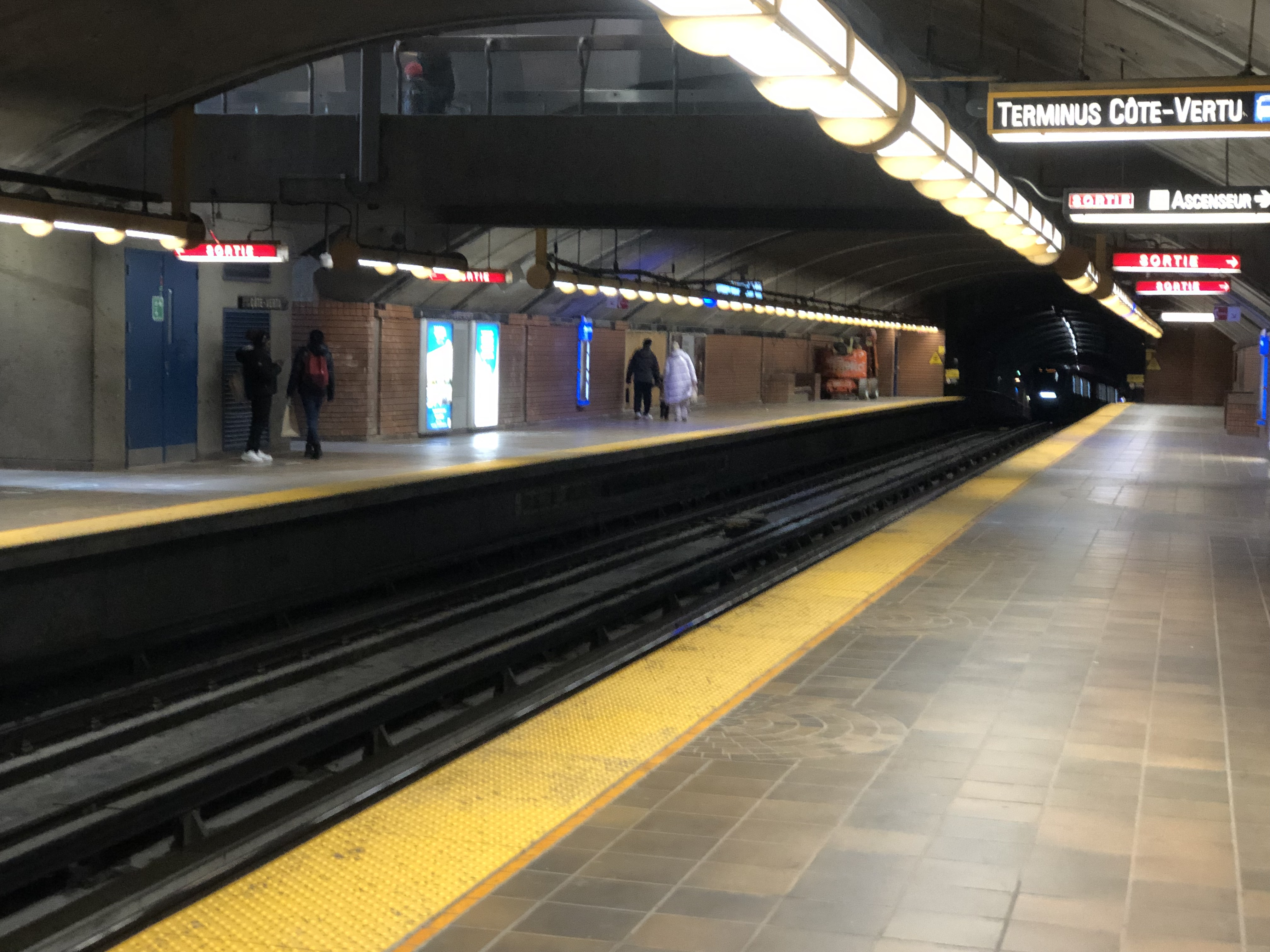
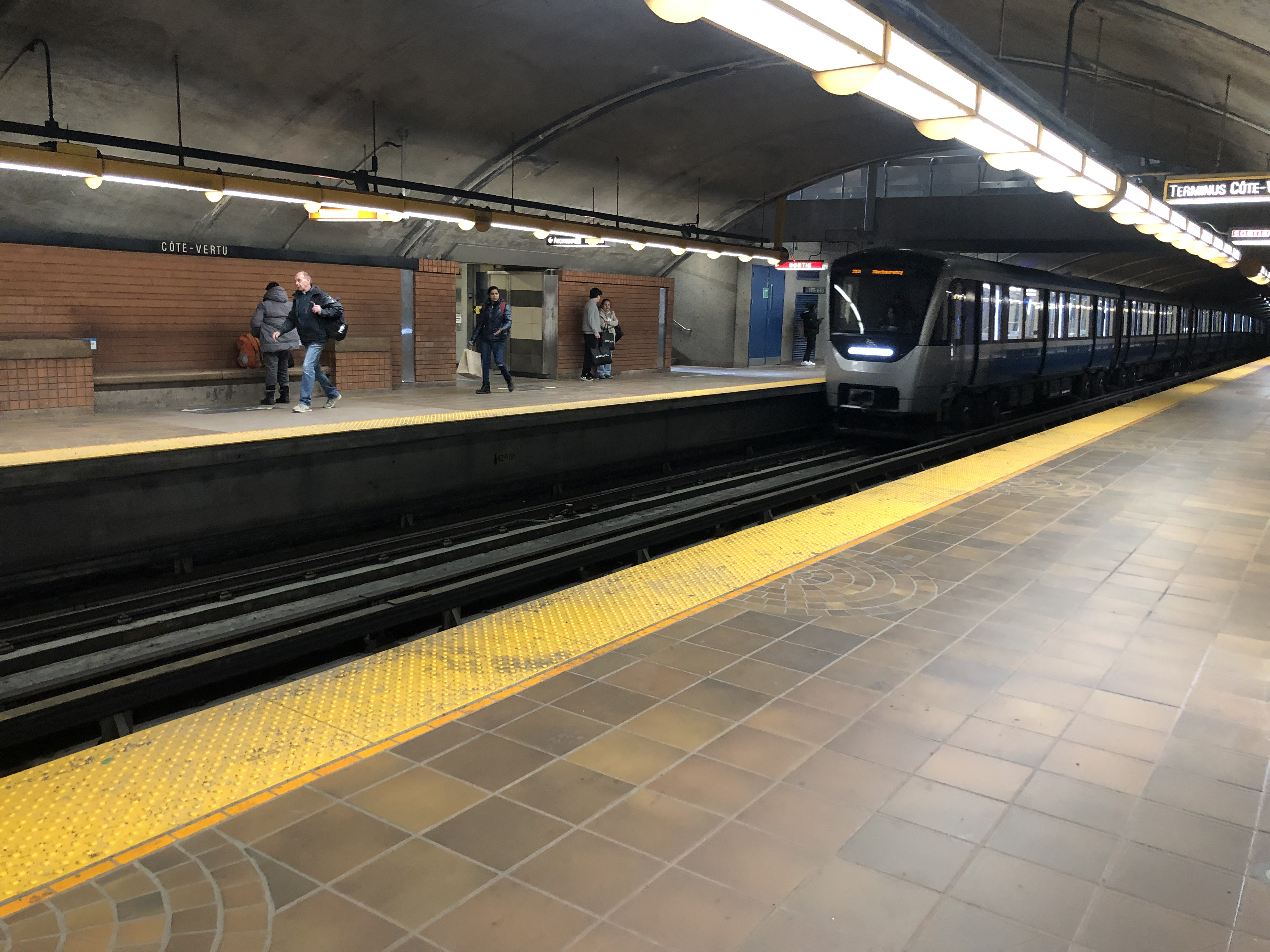
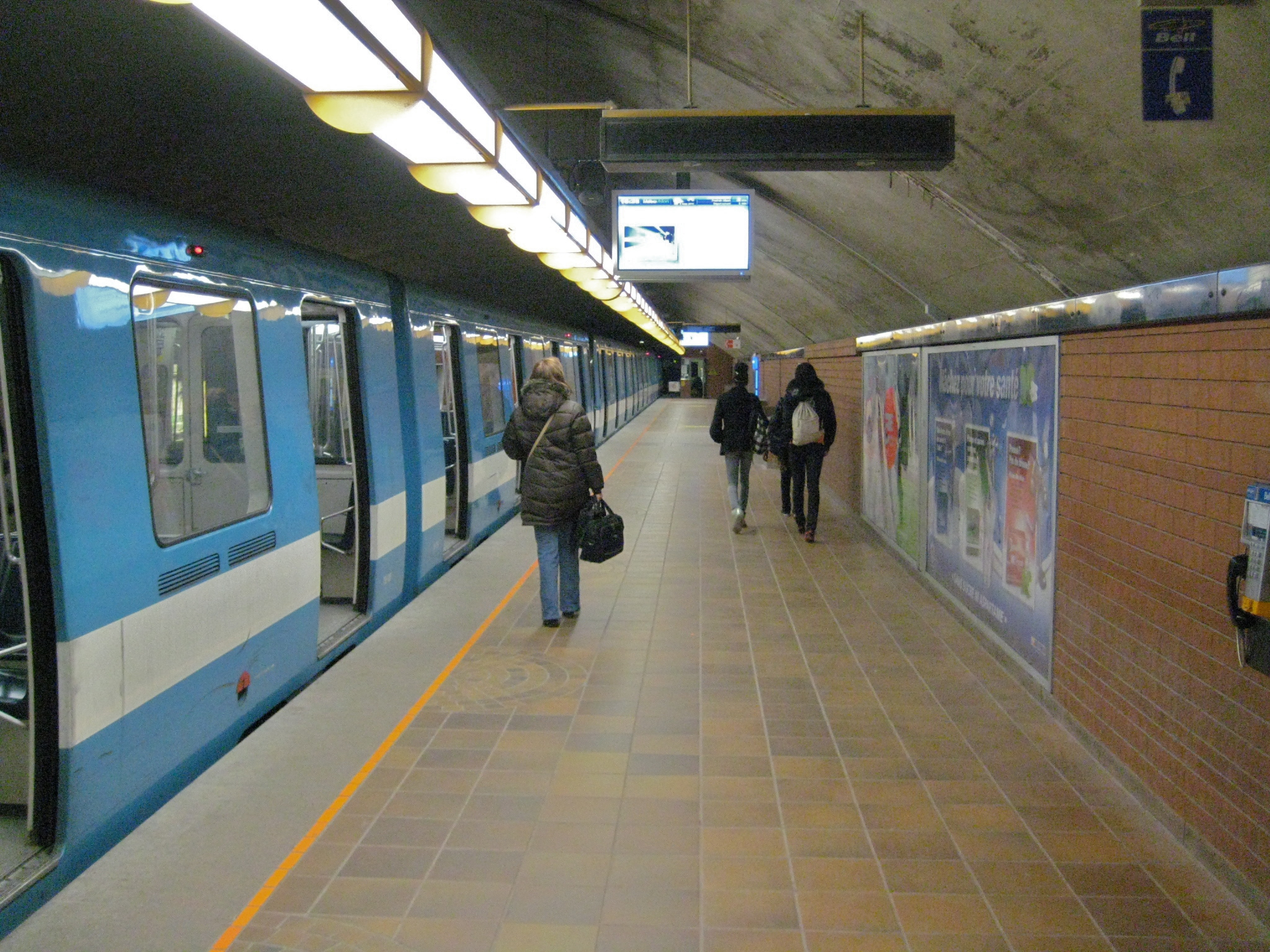

### Intermodalité
La station est en correspondance avec une station terminus de bus : des lignes STM : 17 Décarie, 64 Grenet, 70 Bois-Franc, 72 Alfred-Nobel, 117 O'Brien, 121 Sauvé / Côte-Vertu, 128 Saint-Laurent, 170 Keller, 171 Henri-Bourassa, 174 Côte-Vertu-Ouest, 177 Thimens, 196 Parc-Industriel-Lachine, 213 Parc-Industriel-Saint-Laurent, 215 Henri-Bourassa, 216 Transcanadienne, 225 Hymus, 368 Avenue-du-Mont-Royal, 371 Décarie, 378 Sauvé / YUL Aéroport, 380 Henri-Bourassa, 382 Pierrefonds / Saint-Charles, 468 Express Pierrefonds / Gouin, 470 Express Pierrefonds, 475 Express Dollard-des-Ormeaux et 968 Trainbus Roxboro / Côte-Vertu ; de la Société de transport de Laval, lignes : 144 Sainte-Dorothée – Métro Côte-Vertu, 151 Sainte-Rose – Métro Côte-Vertu, 713 & 744 Sainte Dorothée et 902 Express Le Carrefour – Métro Côte-Vertu ; de l'Exo La Presqu'Île, ligne 40 Express Gare Vaudreuil – Terminus Côte-Vertu.
Elle dispose de 77 places pour les vélos.

Installation
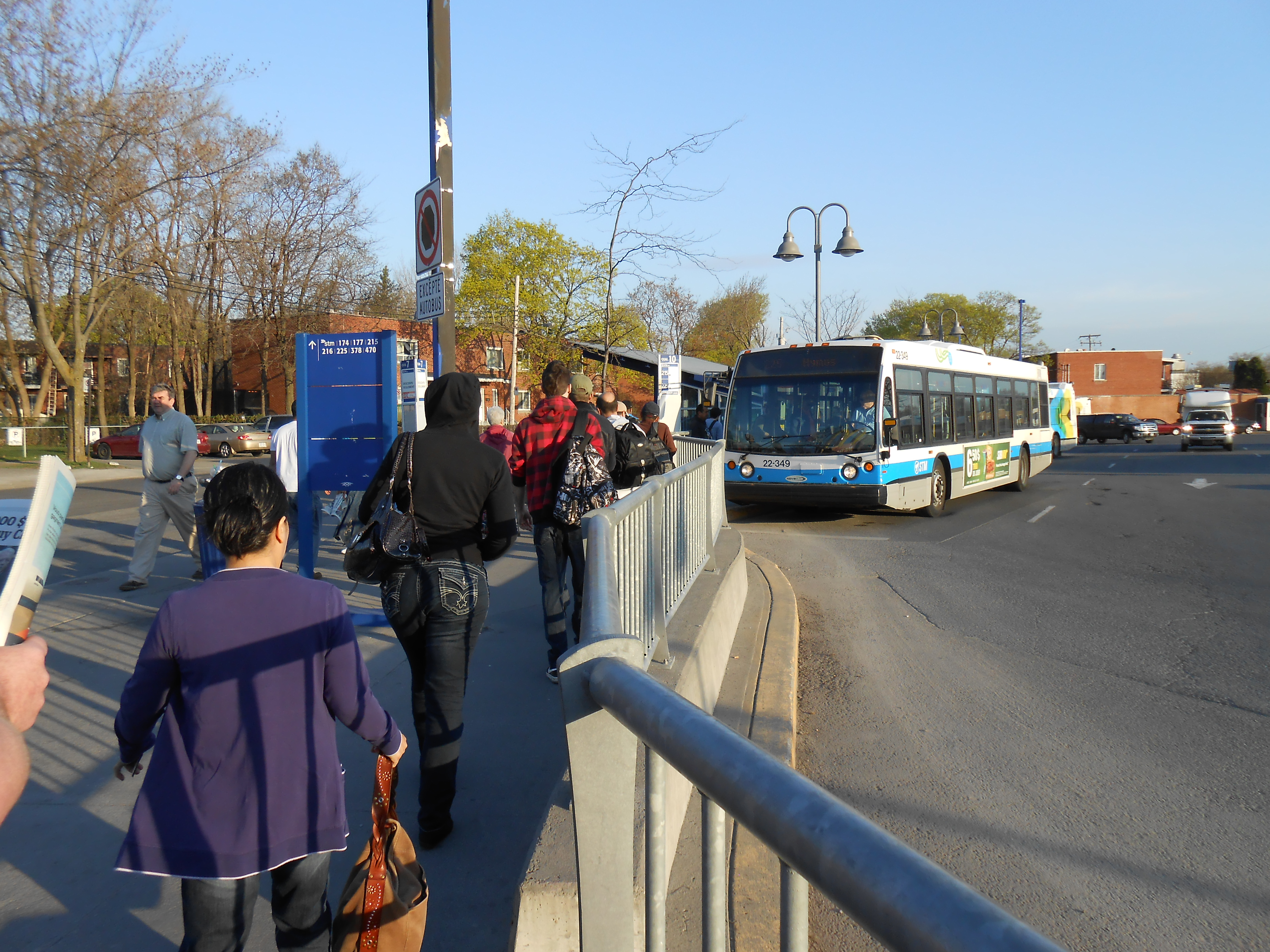
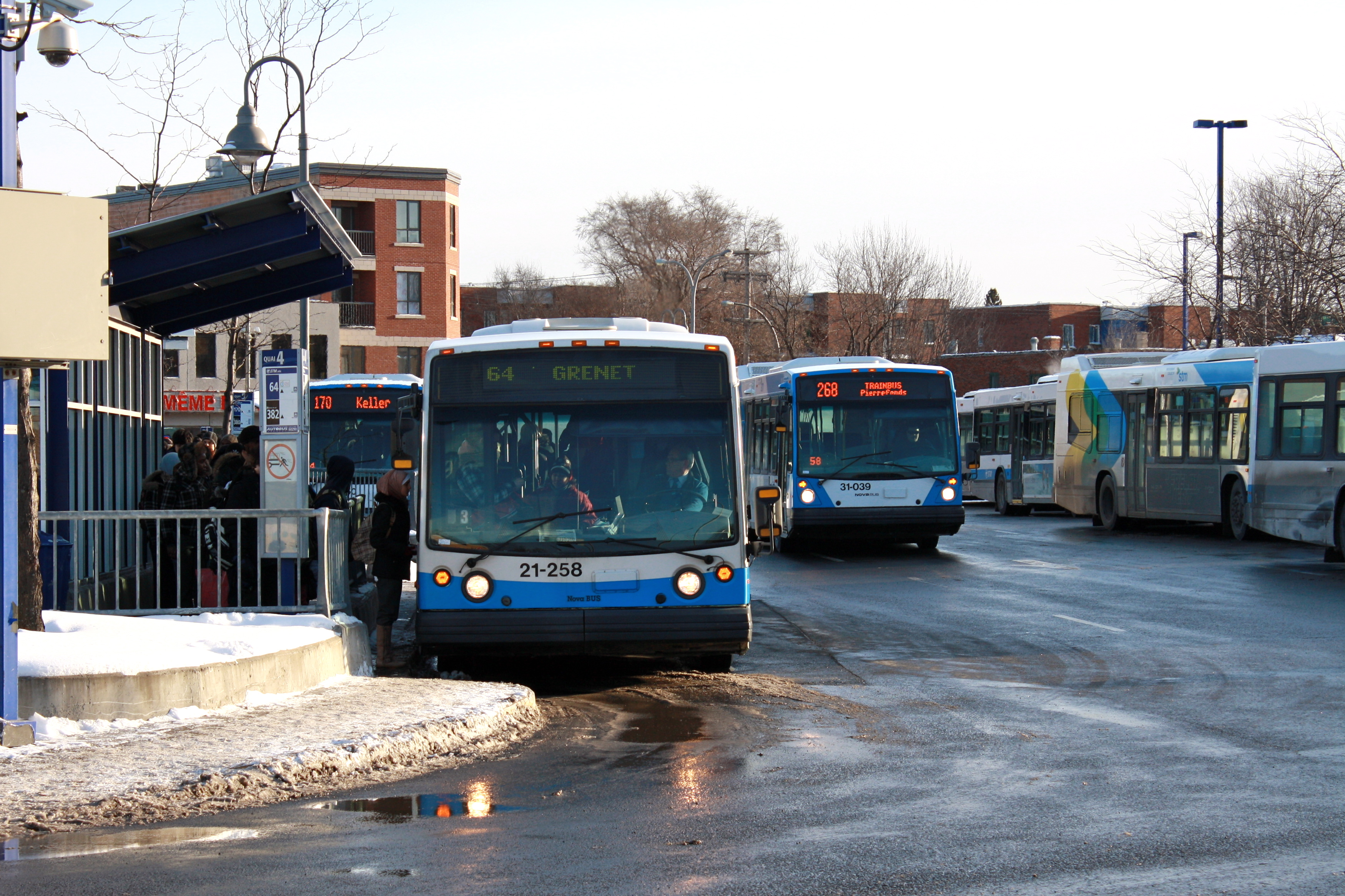
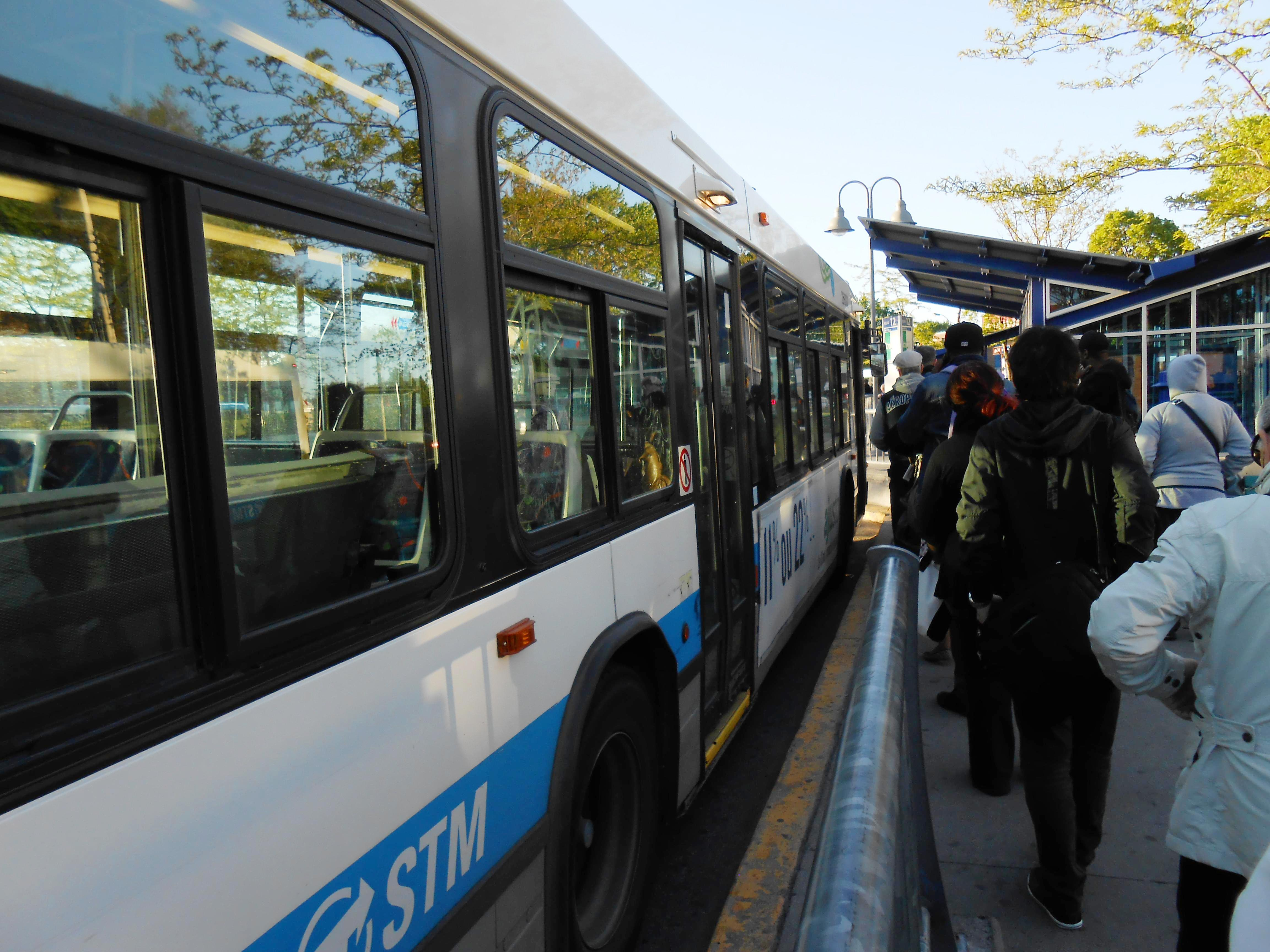

## L'art dans la station
La station dispose de deux œuvres d'art : la première est située sur la passerelle, réalisée en 1986 par Yves Trudeau, intitulée Relief, négatif positif, c'est une sculpture murales réalisées en acier inoxydable, ceinturées par un rayon jaune qui poursuit son parcours sur l'ensemble des murs de la partie supérieure de la station. « il symbolise le fil d'Ariane dans le mythe de Thésée au long de laquelle les passagers parcourent le monde souterrain représenté par les failles en inox. » ; et dans la partie la plus récente de l'édicule nord, une œuvre, réalisée en 2005, d'Éric Lamontagne intitulée Homo urbanus « pour montrer son désintéressement à toute agression, l’Homo Urbanus présente le dos à tout prédateur potentiel. Il pratique le mimétisme urbain qui reflète sur le devant de son corps son environnement immédiat pour se fondre dans l’anonymat de la foule ».

Œuvres
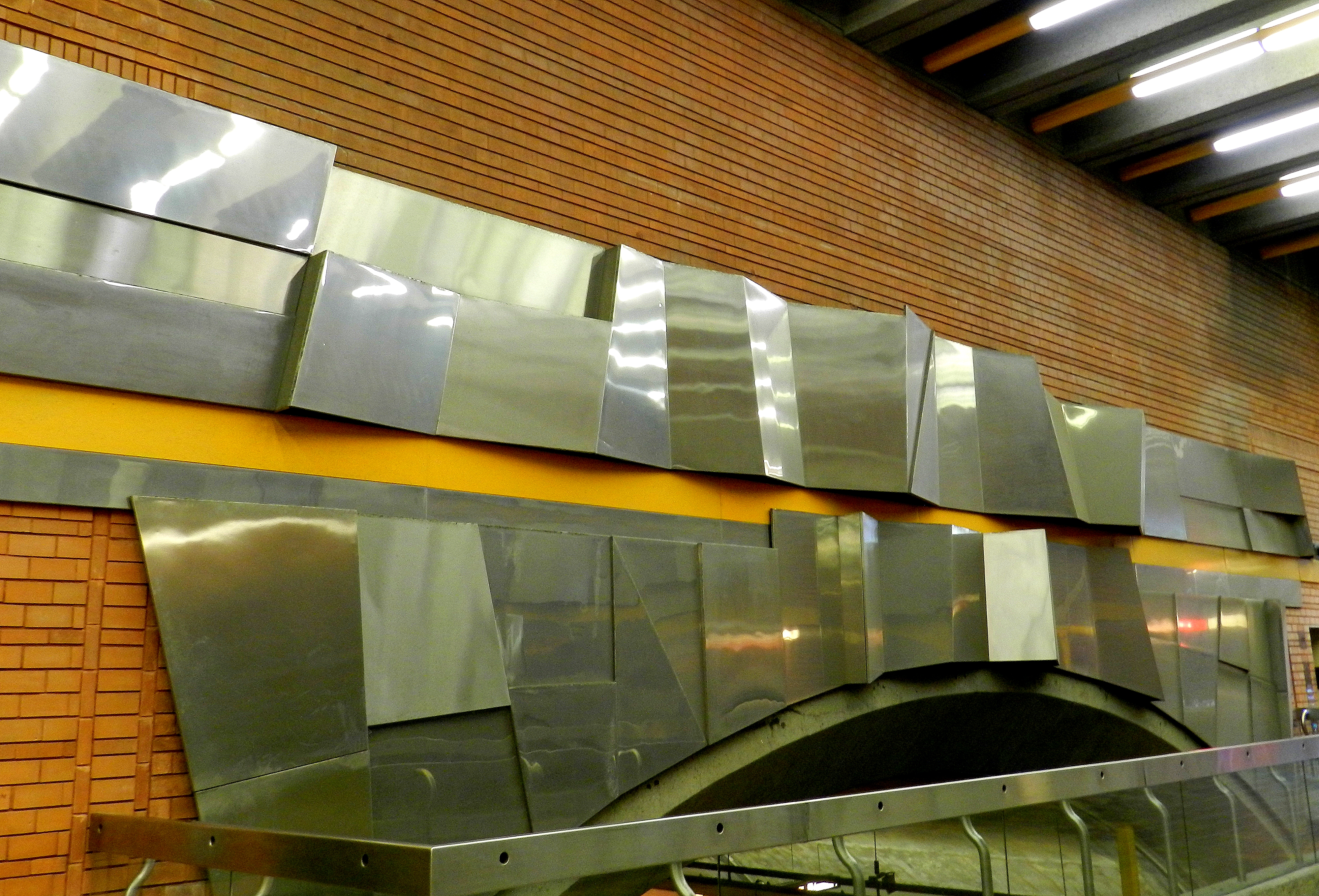
Relief, négatif positif.

## À proximité
- Cégep Vanier
- Cégep de Saint-Laurent